# Renault 4
Renault 4, znany także jako Renault 4L lub R4 – mały samochód osobowy wytwarzany przez francuski koncern motoryzacyjny Renault w latach 1961–1992. Dostępny jako 5-drzwiowy hatchback oraz 2-drzwiowy furgon. Do napędu używano silnika R4 o pojemności 0,6, 0,7, 0,8, 1,0, 1,1 oraz 1,3 l. Samochód wyposażono w 3- oraz 4-biegową manualną skrzynię biegów. Było to pierwsze przednionapędowe auto marki Renault.

## Historia i opis modelu
Renault 4 był odpowiedzią koncernu Renault na Citroëna 2CV z 1948 roku. Renault mogło rozważyć plusy i minusy modelu 2CV, a następnie zbudować większy i bardziej miejski pojazd. Wiosną 1956 roku prezes Renault, Pierre Dreyfus, rozpoczął nowy projekt: opracowanie nowego modelu, który miał zastąpić tylnonapędowy 4CV oraz stałby się samochodem uniwersalnym, zdolnym zaspokoić potrzeby każdego kierowcy. Miał być autem rodzinnym, autem dla kobiety, autem dla rolnika, a także autem miejskim. Produkcja Renault 4 była ostatecznie odsłonięta na Paryskim Salon de l'Automobile w 1961 roku, w wersji „L” (L jak Luxe), więc popularne nazywano je 4L. 
Na początku produkcji oferowano silnik 0,7 l o mocy 24 KM, a w późniejszym czasie moc zwiększono do 34 KM. Do 1978 r. oferowano silnik o pojemności 0,8 l. Następnie pojawił się silnik 1,1 l o mocy 34 KM. Najmocniejsze jednostki występowały jednak w wersji Rodeo. Początkowo samochód oferowany był z 3-biegową manualną skrzynią biegów, jednak w 1967 r. została zastąpiona 4-biegową skrzynią. Przez 31 lat powstało ponad 8 mln pojazdów.
Przez krótki czas oferowano także model będący budżetową i słabiej wyposażoną wersją samochodu Renault 4 – R3. Produkowany był od czerwca 1961 do września 1962 roku. R3 nie posiadał trzeciej pary okien bocznych, kołpaków, przedniego grilla, słabiej wyposażone było wnętrze. Do napędu zastosowano mniejszy silnik o pojemności 603 cm³. Sprzedaż Renault 3 utrzymywała się na niskim poziomie, spowodowane to było głównie tym, że lepiej wyposażony R4 był tylko nieznacznie droższy. Łącznie powstało 2526 egzemplarzy.

## Dane techniczne
| Wersja | Silnik:                                        | Producent: | Średnica cylindra × skok tłoka: | Stopień sprężania: | Moc maks:                          | Maks. moment obrotowy       | V-max:   |
| ------ | ---------------------------------------------- | ---------- | ------------------------------- | ------------------ | ---------------------------------- | --------------------------- | -------- |
| 0.7    | R4 0,7 l (747 cm³), 2 zawory na cylinder, OHV  | Renault    | 54,5 × 80 mm                    | 8,5:1              | 24 KM (17,9 kW) przy 4500 obr./min | 55 N•m przy 2000 obr./min   | b/d      |
| 0.8    | R4 0,8 l (782 cm³), 2 zawory na cylinder, OHV  | Renault    | 55,8 × 80 mm                    | 8,5:1              | 27 KM (20,1 kW) przy 5000 obr./min | 51 N•m przy 2500 obr./min   | 110 km/h |
| 0.8    | R4 0,8 l (845 cm³), 2 zawory na cylinder, OHV  | Renault    | 58 × 80 mm                      | 8,0:1              | 28 KM (20,9 kW) przy 4700 obr./min | 68 N•m przy 2300 obr./min   | b/d      |
| 0.8    | R4 0,8 l (845 cm³), 2 zawory na cylinder, OHV  | Renault    | 58 x 80 mm                      | 8,0:1              | 34 KM (25,4 kW) przy 5000 obr./min | 57,9 N•m przy 2500 obr./min | b/d      |
| 0.8    | R4 0,8 l (845 cm³), 2 zawory na cylinder, OHV  | Renault    | 58 x 80 mm                      | 8,0:1              | 30 KM (22,4 kW) przy 4700 obr./min | 58 N•m przy 2300 obr./min   | 109 km/h |
| 1.1    | R4 1,1 l (1108 cm³), 2 zawory na cylinder, OHV | Renault    | 70 x 72 mm                      | 9,5:1              | 34 KM (25,4 kW) przy 4000 obr./min | 74 N•m przy 2500 obr./min   | 121 km/h |

## Galeria

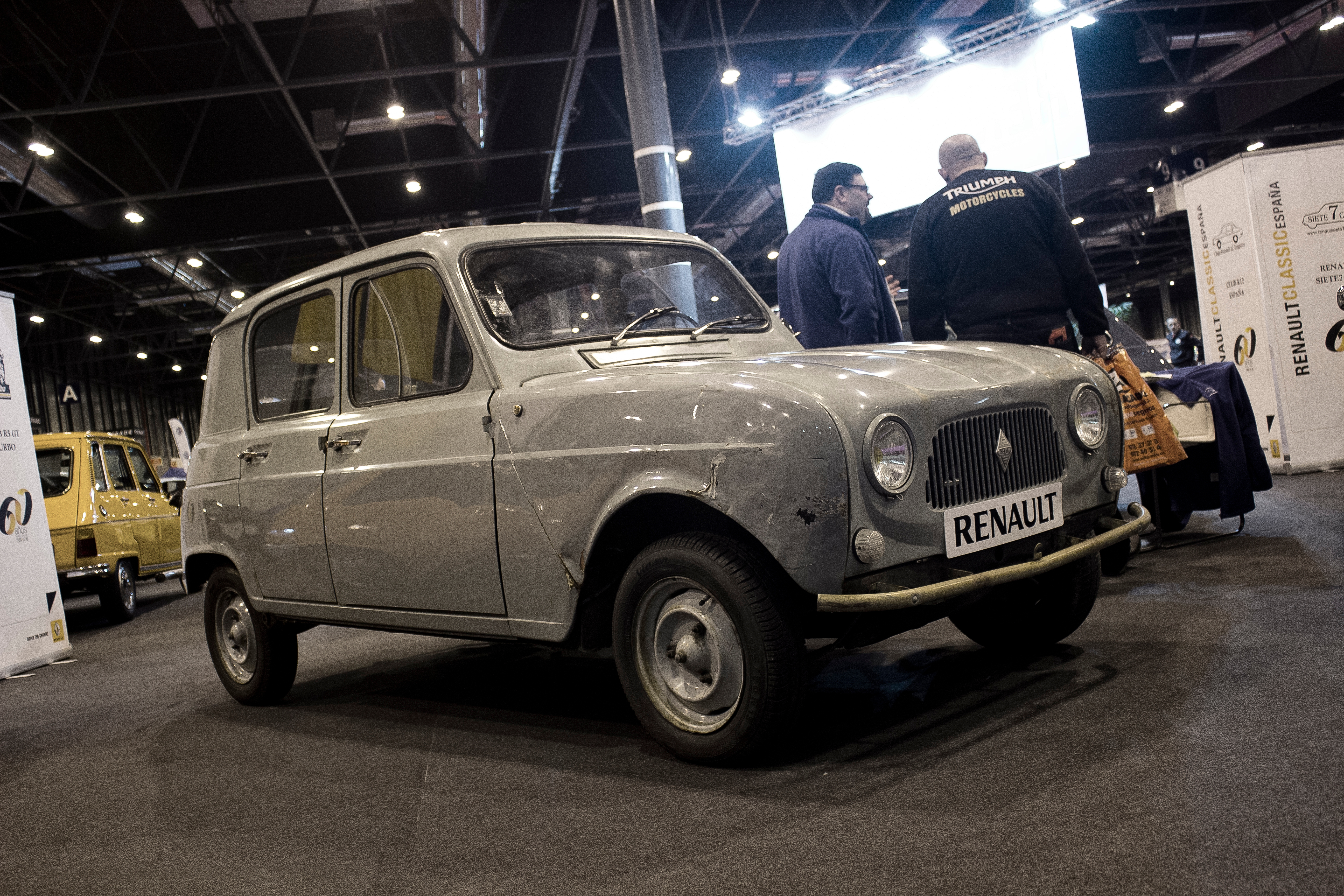
Renault 3
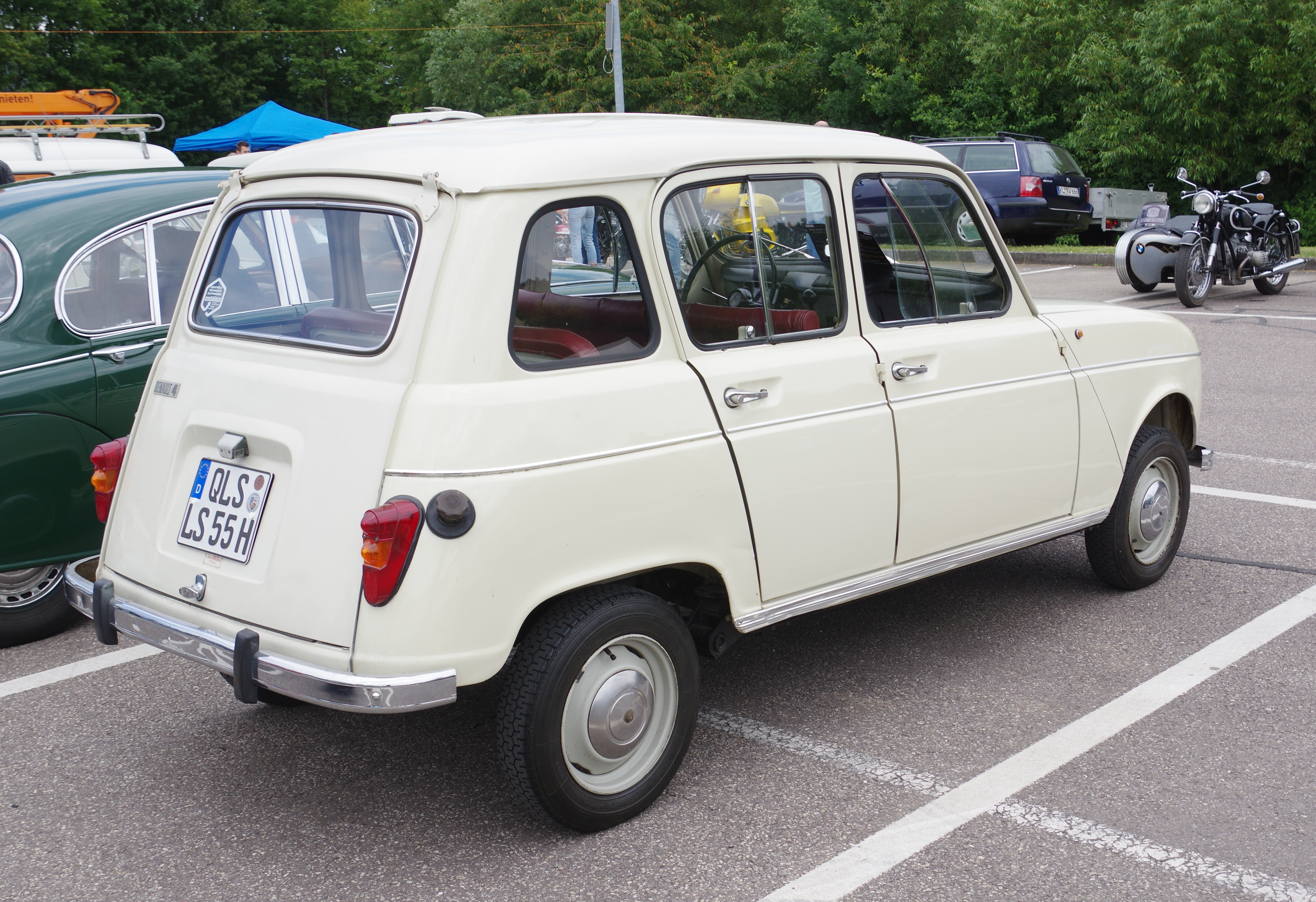
Renault 4 – tył pojazdu
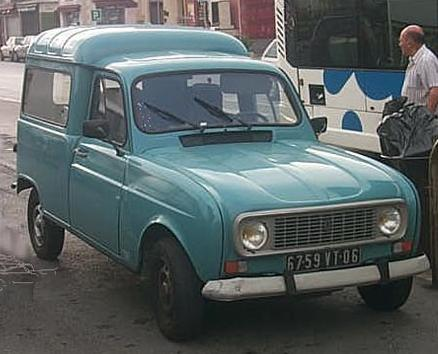
Renault 4 Fourgonnette
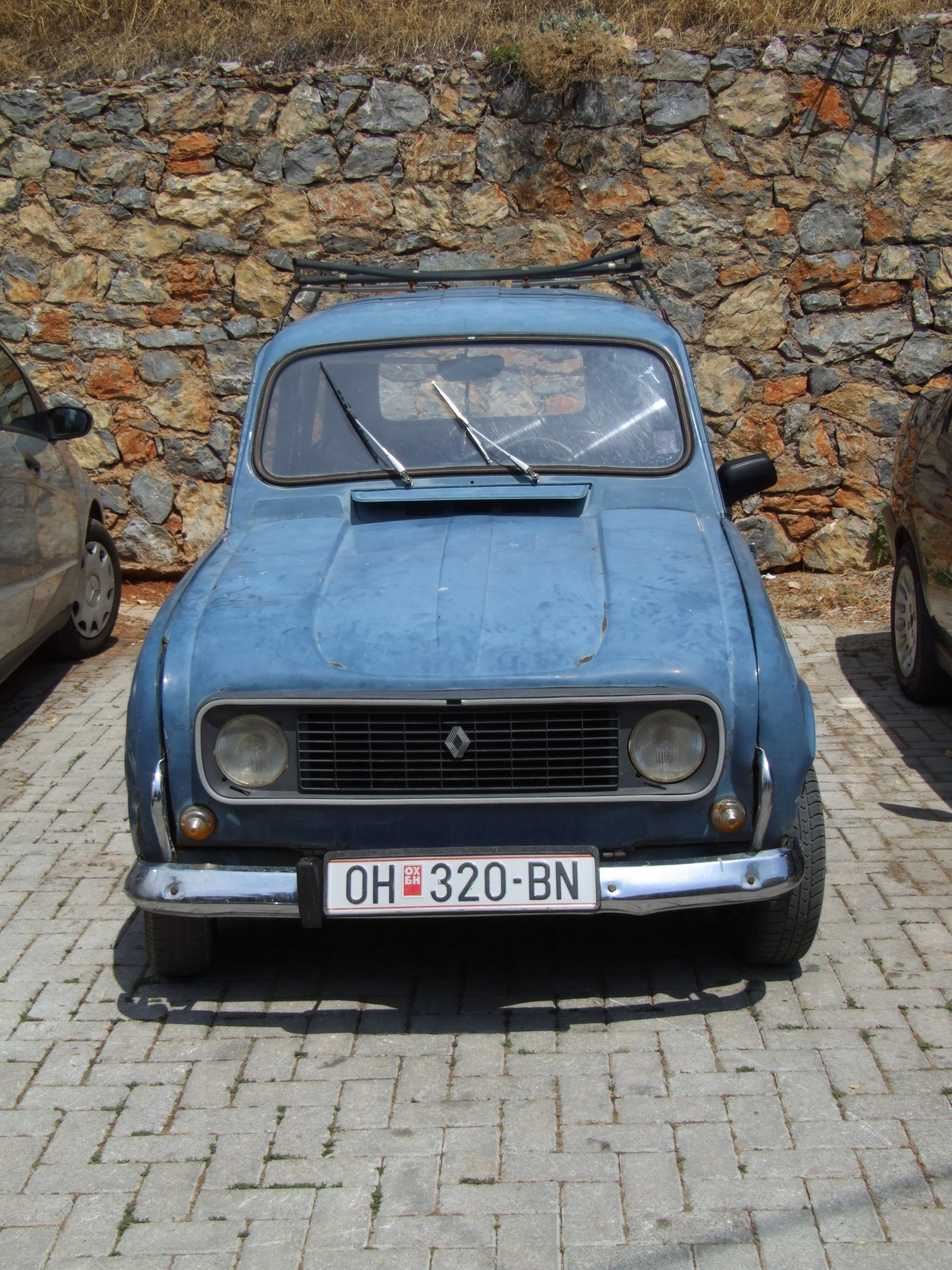
Renault 4 TL w Macedonii
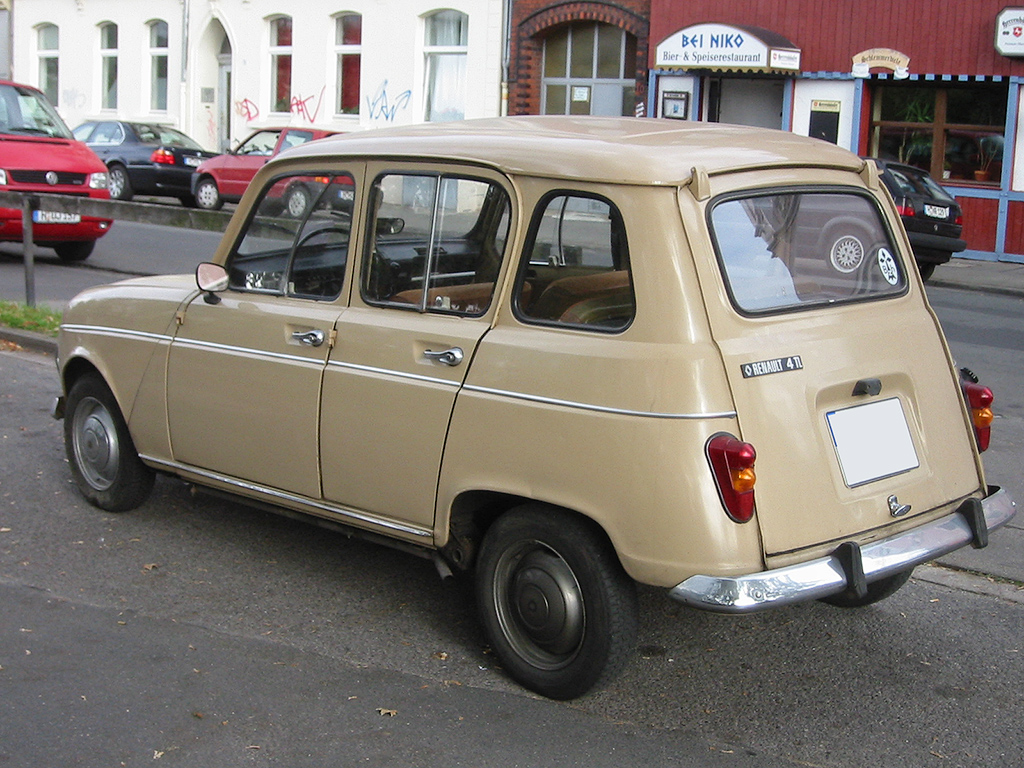